# Lista över Tamias inspelningar
Sedan karriärstarten 1994 har den kanadensiska R&B-sångaren Tamia spelat in en mängd låtmaterial. Den självbetitlade debuten Tamia kom 1998 och innehöll tolv spår. Utöver låtskrivare som Jermaine Dupri, Tim & Bob, Lionel Richie och Mario Winans, hjälpte sångaren till att skriva fem låtar till studioalbumet, däribland hitlåten "So Into You". Tamia gavs större kreativ kontroll på uppföljaren A Nu Day som gavs ut år 2000 via Elektra. Flera låtskrivare bidrog till albumets tolv spår, däribland Missy Elliot, Dallas Austin och Rick James. Shep Crawford skapade låttexten till "Stranger in My House" som nådde topp-tio på amerikanska singellistan Billboard Hot 100. Tamia omarbetade och kasserade mycket av innehållsförteckningen på sitt tredje studioalbum Still som döptes om till More och gavs ut 2004. Albumet hade 14 spår och låttexter skapade av 7 Aurelius, Poke & Tone, R. Kelly och Babyface. Tamia gav ut sitt fjärde studioalbum Between Friends 2006 och valde att endast samarbeta med Crawford och Rodney Jerkins på albumets innehåll. Beautiful Surprise kom 2012 och hade låttexter skapade av Crawford, Claude Kelly, Jazmine Sullivan och henne själv.

## Utgivet material

### (
| Låttitel                         | Låtskrivare               | Album | År   | Notering |
| -------------------------------- | ------------------------- | ----- | ---- | -------- |
| "(They Long to Be) Close to You" | Burt Bacharach, Hal David | More  | 2004 |          |

### A
| Låttitel | Låtskrivare   | Album           | År   | Notering |
| -------- | ------------- | --------------- | ---- | -------- |
| "Almost" | Shep Crawford | Between Friends | 2006 |          |

### B
| Låttitel             | Låtskrivare                           | Album              | År   | Notering |
| -------------------- | ------------------------------------- | ------------------ | ---- | -------- |
| "Beautiful Surprise" | Tamia Hill, Claude Kelly, Salaam Remi | Beautiful Surprise | 2012 |          |
| "Be Alright"         | i.u.                                  | The Transporter    | 2002 |          |
| "Because of You"     | Shep Crawford                         | Beautiful Surprise | 2012 |          |
| "Become Us"          | Tamia Hill, Shep Crawford             | Between Friends    | 2006 |          |
| "Believe in Love"    | Tamia Hill, Claude Kelly              | Beautiful Surprise | 2012 |          |

### C
| Låttitel                                                                       | Låtskrivare | Album                          | År   | Notering |
| ------------------------------------------------------------------------------ | --- | ------------------------------ | ---- | -------- |
| "Can't Get Enough"                                                             | LaShawn Daniels, Rodney Jerkins | Between Friends                | 2006 |          |
| "Can't Go for That"                                                            | Melissa Elliott, Roosevelt Harrell, S. Allen, Hall & Oates                                                                          | A Nu Day                       | 2000 |          |
| "Can't Go for That (213 Remix)" (featuring Snoop Dogg, Warren G och Nate Dogg) | Melissa Elliott, Roosevelt Harrell, S. Allen, Hall & Oates, Cordozar Calvin Broadus, Jr., Warren Griffin III, Nathaniel Dwayne Hale | A Nu Day                       | 2000 |          |
| "Can't No Man"                                                                 | Melissa Elliott, Errol McCalla | A Nu Day                       | 2000 |          |
| "Careless Whisper"                                                             | George Michael, Andrew Ridgeley | Tamia / A Night at the Roxbury | 1998 |          |
| "Christmas Medley: O Holy Night/Winter Wonderland/Let It Snow"                 | Felix Bernard, Jule Styne, Richard Smith, Sammy Cahn                                                                                | A Gift Between Friends         | 2006 |          |
| "The Christmas Song"                                                           | Mel Tormé, Robert Wells | A Gift Between Friends         | 2006 |          |

### D
| Låttitel          | Låtskrivare                                                                           | Album           | År   | Notering |
| ----------------- | ------------------------------------------------------------------------------------- | --------------- | ---- | -------- |
| "Dance My Dreams" | Grecco Buratto, Damon W Elliot, Arnold Mitchael Kamen, William Neely, Forest Whitaker | First Daughter  | 2004 |          |
| "Day Dreaming"    | Aretha Franklin                                                                       | Between Friends | 2006 |          |
| "Dear John"       | Jazz Nixon                                                                            | A Nu Day        | 2000 |          |

### F
| Låttitel          | Låtskrivare                                                                              | Album | År   | Notering |
| ----------------- | ---------------------------------------------------------------------------------------- | ----- | ---- | -------- |
| "Falling for You" | Terrell Carter, Gordon Chambers, S. Jordan, Tamia Washington, Will Turpin, Maurice White | Tamia | 1998 |          |

### G
| Låttitel        | Låtskrivare                                     | Album              | År   | Notering |
| --------------- | ----------------------------------------------- | ------------------ | ---- | -------- |
| "Give Me You"   | Claude Kelly                                    | Beautiful Surprise | 2012 |          |
| "Go"            | Dallas Austin, Jasper Cameron                   | A Nu Day           | 2000 |          |
| "Gotta Move On" | Keith Crouch, John Jubu Smith, Tamia Washington | Tamia              | 1998 |          |

### H
| Låttitel                                      | Låtskrivare               | Album              | År   | Notering |
| --------------------------------------------- | ------------------------- | ------------------ | ---- | -------- |
| "Happy"                                       | Shep Crawford, Kenya Ivey | Between Friends    | 2006 |          |
| "Have to Go Trough It" (featuring Eric Benet) | Shep Crawford, Kenya Ivey | Between Friends    | 2006 |          |
| "Him"                                         | Tamia Hill, Claude Kelly  | Beautiful Surprise | 2012 |          |

### I
| Låttitel           | Låtskrivare                                                                              | Album              | År   | Notering |
| ------------------ | ---------------------------------------------------------------------------------------- | ------------------ | ---- | --- |
| "If I Were You"    | Anthony Crawford, S. Jones, S. Daniels                                                   | A Nu Day           | 2000 | |
| "Imagination"      | Jermaine Dupri, Berry Gordy, Alphonzo Mizell, Freddie Perren, Deke Richards, Manuel Seal | Tamia              | 1998 | |
| "I'm Yours Lately" | Alexander Mosely, Jean-Claude Olivier, Samuel Barnes, Shantel Jones                      | More               | 2004 | |
| "Interlude"        | Shep Crawford, Shae Jones                                                                | A Nu Day           | 2000 | |
| "Into You"         | Bob Robinson, John Jackson, Lionel Richie, Ronald LaPread, Tamia Washington, Tim Kelley  | More               | 2004 | |
| "Is It Over Yet"   | Billy Kirsch                                                                             | Beautiful Surprise | 2012 | |
| "Is That You?"     | Jermaine Durpi, Manuel Seal                                                              | Tamia              | 1998 | |
| "It's a Party"     | i.u.                                                                                     | Honey              | 2003 | Inkluderades på innehållsförteckningen till Still men plockades bort från innehållsförteckningen efter att Tamia flyttat fram utgivningen och döpt om albumet till More. |
| "It's Not Fair"    | Claude Kelly                                                                             | Beautiful Surprise | 2012 | |

### L
| Låttitel                   | Låtskrivare                      | Album              | År   | Notering |
| -------------------------- | -------------------------------- | ------------------ | ---- | -------- |
| "Last First Kiss"          | Shep Crawford, Shalonda Crawford | Between Friends    | 2006 |          |
| "Long Distance Love"       | Melissa Elliott, Errol McCalla   | A Nu Day           | 2000 |          |
| "Lose My Mind"             | Tamia Hill, Claude Kelly         | Beautiful Surprise | 2012 |          |
| "Love & I"                 | Shep Crawford                    | Between Friends    | 2006 |          |
| "Love I'm Yours"           | Anthony Crawford, Tamia Hill     | Beautiful Surprise | 2012 |          |
| "Love Me in a Special Way" | Eldra DeBarge                    | A Nu Day           | 2000 |          |
| "Loving You Still"         | Daryl Simmons                    | Tamia              | 1998 |          |

### M
| Låttitel   | Låtskrivare                                                                         | Album           | År   | Notering |
| ---------- | ----------------------------------------------------------------------------------- | --------------- | ---- | -------- |
| "Me"       | Shep Crawford                                                                       | Between Friends | 2006 |          |
| "More"     | Alexander Mosely, Jean-Claude Olivier, Jermaine Denny, Londell Smith, Samuel Barnes | More            | 2004 |          |
| "Mr. Cool" | Jack Knight, Kandace Love, Mario Winans, Michael Jones                              | More            | 2004 |          |

### N
| Låttitel                 | Låtskrivare                               | Album | År   | Notering |
| ------------------------ | ----------------------------------------- | ----- | ---- | -------- |
| "Never Gonna Let You Go" | Kenny Hickson, Arthur Hoyle, Mario Winans | Tamia | 1998 |          |

### O
| Låttitel                 | Låtskrivare                                                                         | Album | År   | Notering |
| ------------------------ | ----------------------------------------------------------------------------------- | ----- | ---- | -------- |
| "Officially Missing You" | Marcus Vest                                                                         | More  | 2004 |          |
| "On My Way"              | Alexander Mosely, Jean-Claude Olivier, Jermaine Denny, Londell Smith, Samuel Barnes | More  | 2004 |          |

### P
| Låttitel                  | Låtskrivare                           | Album           | År   | Notering |
| ------------------------- | ------------------------------------- | --------------- | ---- | -------- |
| "Please Protect My Heart" | Shep Crawford, Nora Payne, Tamia Hill | Between Friends | 2006 |          |
| "Poetry"                  | Joshua Nile                           | More            | 2004 |          |

### Q
| Låttitel    | Låtskrivare | Album | År   | Notering |
| ----------- | ----------- | ----- | ---- | -------- |
| "Questions" | R. Kelly    | More  | 2004 |          |

### R
| Låttitel     | Låtskrivare                                   | Album | År   | Notering |
| ------------ | --------------------------------------------- | ----- | ---- | -------- |
| "Rain on Me" | Kenny Hickson, Tamia Washington, Mario Winans | Tamia | 1998 |          |

### S
| Låttitel               | Låtskrivare                                                               | Album              | År   | Notering                                                 |
| ---------------------- | ------------------------------------------------------------------------- | ------------------ | ---- | -------------------------------------------------------- |
| "Show Me Love"         | Paige Lackey                                                              | Tamia              | 1998 |                                                          |
| "Single"               | Kelly Price                                                               | A Nu Day           | 2000 | Dolt bonusspår på den japanska utgåvan av studioalbumet. |
| "Sittin' on the Job"   | Tamia Hill, Shep Crawford                                                 | Between Friends    | 2006 |                                                          |
| "Smile"                | Kenneth Edmonds                                                           | More               | 2004 |                                                          |
| "So Into You"          | Tim Kelley, Ronald LaPread, Lionel Richie, Bob Robinson, Tamia Washington | Tamia              | 1998 |                                                          |
| "So Young"             | i.u.                                                                      | Tamia              | 1998 | Bonusspår på den Japanska utgåvan av studioalbumet.      |
| "Still"                | Johnta Austin, Bryan Michael Cox, Jermaine Dupri                          | More               | 2004 |                                                          |
| "Still"                | Johnta Austin, Bryan Michael Cox, Jermaine Dupri                          | Beautiful Surprise | 2012 |                                                          |
| "Still Love You"       | Jazmine Sullivan, Christopher Barnes, Ivan Barias, Carvin Haggins         | Beautiful Surprise | 2012 |                                                          |
| "Stranger in My House" | Shep Crawford, Shae Jones                                                 | A Nu Day           | 2000 |                                                          |

### T
| Låttitel                           | Låtskrivare                                            | Album                  | År   | Notering |
| ---------------------------------- | ------------------------------------------------------ | ---------------------- | ---- | --- |
| "Tell Me Who"                      | Anthony Crawford, Tamia Washington                     | A Nu Day               | 2000 | |
| "This Christmas"                   | Donny Hathaway, Nadine McKinnor                        | A Gift Between Friends | 2006 | |
| "This Time It's Love"              | Sean "Sep" Hall, Christopher Stewart, Tamia Washington | Tamia                  | 1998 | |
| "Tomorrow"                         | Carvin Lawrence Winans, Deborah Kerr Winans            | More                   | 2004 | |
| "Too Grown" / "Too Grown for That" | LaShawn Daniels, Rodney Jerkins                        | Between Friends        | 2006 | På de flesta utgivningar av studioalbumet tituleras låten "Too Grown" med undantag för den Sydafrikanska versionen där den kallas "Too Grown for That". |

### U
| Låttitel         | Låtskrivare                                                           | Album    | År   | Notering |
| ---------------- | --------------------------------------------------------------------- | -------- | ---- | -------- |
| "Un'h... to You" | Kisa, H. Casey, Richard Finch, Rick James, Keith Murray, Erick Sermon | A Nu Day | 2000 |          |

### W
| Låttitel             | Låtskrivare                                                                        | Album           | År   | Notering |
| -------------------- | ---------------------------------------------------------------------------------- | --------------- | ---- | -------- |
| "Wanna Be"           | Melissa Elliott, R. Harrell                                                        | A Nu Day        | 2000 |          |
| "The Way I Love You" | Anesha Birchett, Antea Birchett, Delisha Thomas, Keli Nicole Price, Rodney Jerkins | Between Friends | 2006 |          |
| "When A Woman"       | Shep Crawford                                                                      | Between Friends | 2006 |          |
| "Whispers"           | Tamia Hill, V. Jeffrey Smith                                                       | More            | 2004 |          |
| "Who Do You Tell?"   | Mark Coleman, Sherree Ford-Payne, Marc Nelson                                      | Tamia           | 1998 |          |
| "Why Ask Why"        | Mario Winans, Michael Jones, Tamia Hill                                            | More            | 2004 |          |
| "Why Can't It Be"    | Tamia Hill, Shep Crawford                                                          | Between Friends | 2006 |          |

### Y
| Låttitel                     | Låtskrivare   | Album          | År   | Notering |
| ---------------------------- | ------------- | -------------- | ---- | -------- |
| "You Put a Move on My Heart" | Rod Temperton | Q's Jook Joint | 1994 |          |

## Outgivet material
| Låttitel            | Låtskrivare                                                              | Notering | Läckt |
| ------------------- | ------------------------------------------------------------------------ | --- | ----- |
| "Do Think"          | Lamont Chauncey Hawkins, Carlos Michael Jones, Jack Knight, Mario Winans | | Nej   |
| "Hold Up"           | i.u.                                                                     | Inkluderades på innehållsförteckningen till Still men förblev outgiven när Tamia flyttade fram utgivningen och döpte om albumet till More. | Ja    |
| "What Would He Say" | Ray Danny Nixon, Renee Catrina Powell, Tamara Powell                     | | Nej   |